# 信用違約交換指數
信用違約互換指數（CDS指數）是一種來對沖信用風險的金融衍生產品，或可視作為一籃子信用衍生工具的投資組合。與信用違約交换透過櫃檯買賣的特徵不同，為了加強CDS指數的流動性，以及減少買賣價差，CDS指數是完全標準化的證券。相對於買入一組相同效果的CDS，買入一個CDS指數會比前者更節省交易成本。（类似于ETF基金）